# Église Saint-Étienne de Macqueville
Pour les articles homonymes, voir Église Saint-Étienne et Saint-Étienne (homonymie).
L'église Saint-Étienne est une église catholique située à Macqueville, en France.

## Localisation
L'église est située dans le département français de la Charente-Maritime, sur la commune de Macqueville.

## Historique
L'édifice est classé au titre des monuments historiques en 1931.